# Pflichtablieferungsverordnung (Deutschland)
Die Pflichtablieferungsverordnung (vollständiger Titel: Verordnung über die Pflichtablieferung von Medienwerken an die Deutsche Nationalbibliothek, PflAV) regelt das Verfahren der Ablieferung von Medienwerken, die Beschaffenheit ablieferungspflichtiger Medienwerke, die Einschränkung der Ablieferungs- oder der Sammelpflicht für bestimmte Gattungen von Medienwerken und die Gewährung von Zuschüssen in Deutschland. Die Ablieferungspflicht selbst ist in § 14 DNBG geregelt. Die technischen Rahmenbedingungen werden durch die Deutsche Nationalbibliothek geschaffen.

## Umsetzung
Eine Anmeldung bei der DNB ist zunächst erforderlich. Die Website soll als in einer ZIP-Datei hochgeladen oder zum Download bereitgestellt werden. Es müssen Metadaten erfasst werden.

## Kritik
- Viele Websites existieren nicht als statischer Inhalt, der sich in ein Zip-File packen ließe, sondern werden von Content-Management-Systemen dynamisch generiert.
- Auch weit verbreitete Content-Management-Systeme wie Typo3 bieten keine Extension dafür.[1]
- Wie Inhalte, die einen Server im Hintergrund erforderlich machen, etwa Ajax oder Flash Videos, ist ungeklärt.
- Eine komplette Kopie des Internets herstellen zu wollen läuft dem Gedanken des dezentralen Netzwerkes zuwider.
- Eine neue Abmahnwelle wurde befürchtet.